# Smyrna (South Carolina)
Smyrna ist eine Ortschaft im Cherokee wie auch im York County im US-Bundesstaat South Carolina. Das U.S. Census Bureau hat bei der Volkszählung 2020 eine Einwohnerzahl von 55 auf einer Fläche von 1,8 km²ermittelt.  Die Bevölkerungsdichte liegt bei 31 pro km².
Smyrna ist die kleinste Ortschaft in South Carolina.

## Demografie
Nach der Volkszählung im Jahr 2000 lebten in Smyrna 59 Menschen in 27 Haushalten; darunter waren 17 Familien. Die Bevölkerungsdichte betrug 32 Einwohner pro km². Es wurden 26 Wohneinheiten erfasst. Ethnisch betrachtet setzte sich die Bevölkerung aus 92 % Weißen und 8 % Afroamerikanern zusammen.
Von den 27 Haushalten hatten 41 % Kinder oder Jugendliche, die mit ihnen zusammen lebten. 73 % waren verheiratete, zusammenlebende Paare. 18 % waren Singlehaushalte. Die durchschnittliche Haushaltsgröße betrug 2,68, die durchschnittliche Familiengröße 3,12 Personen.
Die Bevölkerung verteilte sich auf 29 % unter 18 Jahren, 7 % von 18 bis 24 Jahren, 29 % von 25 bis 44 Jahren, 19 % von 45 bis 64 Jahren und 17 % von 65 Jahren oder älter. Das durchschnittliche Alter (Median) betrug 35 Jahre. Rechnerisch kamen auf 100 weibliche Personen 84 männliche Personen und auf 100 erwachsene Frauen ab 18 Jahren 75 Männer.
Das jährliche Durchschnittseinkommen eines Haushalts (Median) betrug 32.500 US-$, das Durchschnittseinkommen einer Familie 36.667 $. Das Pro-Kopf-Einkommen von Smyrna betrug 20.575 $. Unter der Armutsgrenze lebte keiner der Einwohner.